# 對角線
對角線（英語：diagonal）在幾何學中是連接多邊形或多面體中兩個不在同一邊上之頂點的線段。在一些非正式的用法中，也可能將任何傾斜的線稱為對角線。

立方體對角線

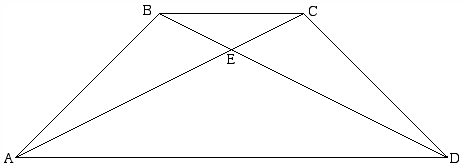
線分對角線

## 多邊形
在多邊形上，對角線是連結兩個不毗鄰頂點的線段。若且唯若多邊形的對角線在多邊形之內，該多邊形是凸多边形。
對角線數目的求法：當n是多邊形的頂點的數目，每個頂點除了它本身和毗鄰的兩邊之外，都有對角線連接到其他頂點。這樣乘以頂點的數目就是{\displaystyle (n-3)*n}。因為每個頂點計算了兩次，所以再除以2就得出對角線的數目為
{\displaystyle d={\frac {n^{2}-3n}{2}}.\,}

## 矩陣
在正方形矩陣中，有些對角線有特殊的稱呼。
{\displaystyle {\begin{bmatrix}a_{11}&a_{12}&a_{13}\\a_{21}&a_{22}&a_{23}\\a_{31}&a_{32}&a_{33}\end{bmatrix}}}
| 名稱     | 定義                                 | 在上面的矩陣，該對角線上的元素       |
| -------- | ------------------------------------ | ------------------------------------ |
| 主對角線 | 由左上至右下的對角線                 | {\displaystyle a_{11},a_{22},a_{33}} |
| 次對角線 | 右上至左下的對角線                   | {\displaystyle a_{13},a_{22},a_{31}} |
| 超對角線 | 剛好在主對角線上面一格或右邊的元素。 | {\displaystyle a_{12},a_{23}}        |

- 單位矩陣可以說是有元素1在主對角線，而其他元素皆是0的矩陣。
- 對角線矩陣是主對角線以外的元素均為0的矩陣。